# Behavior-driven development
Nell'ambito dell'ingegneria del software, il behavior-driven development (abbreviato in BDD e traducibile in Sviluppo guidato dal comportamento) è una metodologia di sviluppo del software basata sul test-driven development (TDD) Il BDD combina le tecniche generali e i principi del TDD, con idee prese dal domain-driven design e dal design orientato agli oggetti, per fornire agli sviluppatori software e ai Business analysts degli strumenti e un processo condivisi per collaborare nello sviluppo software.
Per quanto BDD sia principalmente un'idea di come lo sviluppo del software dovrebbe essere gestito sia da interessi di business e analisi tecniche, la pratica della BDD assume l'utilizzo di strumenti software specializzati per supportare il processo di sviluppo. Sebbene questi strumenti siano spesso sviluppati in particolare per essere utilizzati in progetti BDD, possono essere visti anche come delle forme specializzate degli strumenti che supportano la TDD. Gli strumenti servono per aggiungere automazione all'ubiquitous language che è il tema centrale della BDD.